# América TV
Dicon TV é uma emissora de televisão aberta de origem argentina. Transsmite na TV Digital no canal digital 36 UHF e no canal virtual (36.1) HDTV.

## História
O canal 2 de La Plata foi fundado em 1966, e, devido à cercania dessa cidade ao Grande Buenos Aires, desde um princípio foi possível sintonizá-lo desde a maior parte do conglomerado urbano (de maneira bastante deficiente quanto mais ao norte se encontrasse a antena receptora).
Em 1987, fez-se cargo do canal o empresário Héctor Ricardo García, anterior dono de Canal 11, que o rebatizou como Teledos e conseguiu levar ao canal ao segundo posto no rating. No entanto, a má relação entre García e os outros acionistas terminou com a saída forçada do dono do jornal Crónica. A sua saída, o canal passo a chamar-se Tevedos, o rating se desmoronou e passou ao último lugar. Muitos dos programas, eram privados que alugavam o espaço à emissora.
Em 1991, o empresário Eduardo Eurnekián, dono da empresa de televisão por assinatura Cablevisión comprou a emissora. Juntando ao canal, Cablevisión e as rádios portenhas América, Del Plata (AM), Metro e Aspen (FM), criou a sociedade Multimedios América. Esta mudança não só afetou ao nome do canal, que passou a ser América 2, senão que melhorou a recepção deste, ao estabelecer uma planta retransmissora no coração de Buenos Aires, junto a novos estudos.
Durante a segunda metade da década de 1990, Eurnekían se desfez sucessivamente de todas as empresas que formavam o grupo, primeiro Cablevisión e depois o resto do conglomerado. América TV passou a fazer parte de uma sociedade formada por Carlos Ávila e sua família. A família Ávila, criador da empresa Torneos y Competencias, dedicada à transmissão de eventos desportivos, contribuiu-lhe ao canal uma vasta programação dedicada majoritariamente ao esporte e o jornalismo.
Em 2002, no meio de uma séria crise econômica que leva ao canal quase à quebra, Ávila se associou com o Grupo Uno, da família Vila e o ex-político peronista José Luis Manzano. A empresa foi reorganizada como América Multimedios e conseguiu sobreviver a quebra e obter a renovação de sua licença como canal de ar.
O grupo adquire o Canal 10 da cidade de Junín, no noroeste bonaerense e única emissora de televisão aberta num rádio de 200 km. Em sua área de cobertura vivem um milhão de habitantes.
Em meados de 2005, um dos programas mais populares do canal, Televisión Registrada, grava como crítico a Mario Pontaquarto, um dos implicados num caso de coimas no Senado argentino. Isto faz que Rolando Graña (editor jornalístico do canal) censure, sem consentimento dos produtores, o programa que seria emitido, provocando o quebre do contrato com a produtora (PPT) e a partida de duas de seus programas mais importantes, Televisión Registrada e Indomables para o Canal 13.

## Distribuição
América TV se vê em todo o país através das redes de televisão por assinatura e por satélite por PRAMER. Assim mesmo o canal, junto com PRAMER, relançou em 2005 o sinal de notícias "CVN" (CableVisión Notícias), rebatizando-a América 24. Seu lema é Conectados com a realidade. Ali participam jornalistas do Canal, e se pode ver em toda a América Latina por satélite. Parte da livraria de programas de Teledos e da produtora "Estrellas producciones" ficaram em mãos de Héctor Ricardo García, portanto muitos destes podem ser novamente vistos pela tela de Crónica TV.

## Programação
- Buenos Días América (Bom Dia América) - telejornal matinal, apresentado por Antonio Laje.
- América Notícias - Telejornal
- Polémica en el Bar (Polêmica no bar) - programa humorístico, apresentado por Mariano Iúdica.
- Intrusos en el espectáculo (Intrusos) - Notícias do espetáculo. Apresentado por Adrián Pallares e Rodrigo Lussich.
- Es por Ahí (É ali) - Magazín apresentado por por Guillermo Andino.
- Los Mammones (Os Mammones)- late night show, apresentado por Jey Mammon.
- Intratables (Intratável) - Programa jornalístico apresentado por Fabian Doman.
- Debo decir (Devo dizer) - programa noturno, apresentado por Luis Novaresio.
- Pasión de Sábado (Paixão de Sábado)programa musical, apresentado por Marcela Baños.